# Murailles de Talamone
Les murailles de Talamone (en italien, Mura di Talamone) constituent le système défensif du village de Talamone (frazione de la commune d'Orbetello) dans la province de Grosseto en Toscane,.

## Histoire
Les murailles ont été érigés par les Aldobrandeschi au XIIIe siècle ; les travaux ont eu lieu presque simultanément avec la construction de la forteresse aldobrandesque, située au point le plus élevé du promontoire sur lequel la ville a été bâti.
Entre les XVe et XVIe siècles, période pendant laquelle Talamone était sous la domination de la république de Sienne, Des sièges et des raids de pirates causèrent également de graves dommages aux murs. La première rénovation a commencé en 1465 lorsque les Lombards Elia Mattei, Pietro Giovanni et Giovanni Albini ont été chargés de mener à bien les travaux de restauration, et se sont poursuivis les années suivantes. En 1541, c'est l'architecte Antonio Maria Lari qui supervisa les travaux, visant à récupérer la structure défensive, endommagée quelques années plus tôt par un raid de pirates.
Le passage de la localité à l'État des Présides en 1559 a causé d'autres dommages aux murs, qui ont été restructurés et renforcés par les Espagnols au cours des décennies suivantes.
D'autres restaurations eurent lieu au XIXe siècle, avant que les bombardements de la Seconde Guerre mondiale n'endommagent davantage la structure. Dans la seconde moitié du XXe siècle, des pans de murs restés intacts ont été récupérés.

## Description
Les murailles de Talamone délimitent partiellement le noyau historique de la localité.
Certains tronçons de mur-courtine ont été conservés pour protéger la zone dans laquelle se dresse la forteresse, qui est intégrée aux murs extérieurs dans le circuit des remparts. D'autres pans de murs délimitent le côté oriental du village qui regarde vers l'intérieur du golfe de Talamone, où ils sont en certains points incorporés aux murs des bâtiments. Juste à l'est se trouve une citation du Purgatoire de Dante Alighieri :
qui espèrent en Talamone, et vous perdrez
plus d'espoir en lui qu'en trouvant Diane ;
Les courtines sont partout recouvertes de pierres, le long des murs de circuit se trouvent les restes de quelques tours qui exerçaient autrefois des fonctions de guet et de garde.

## Galerie

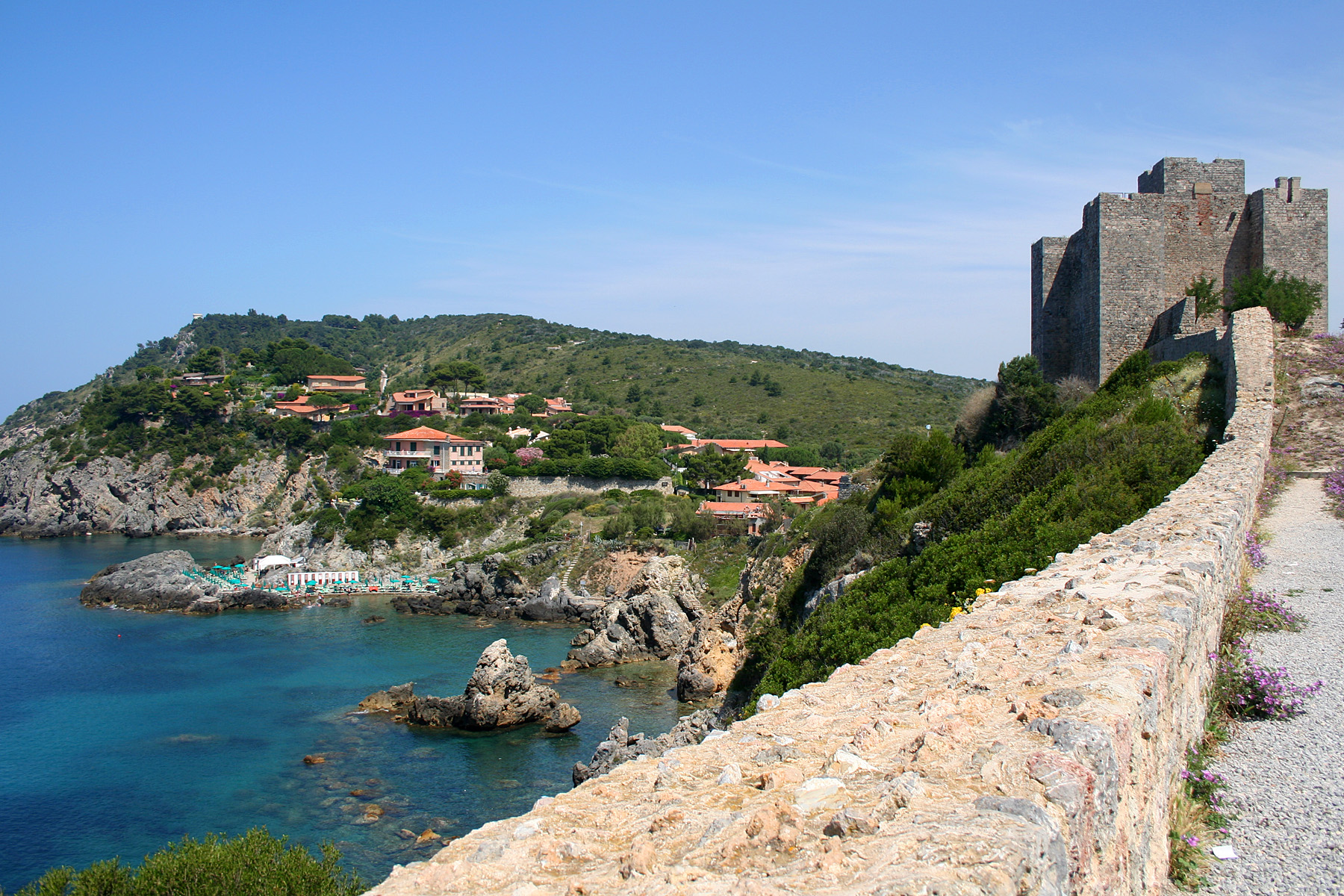
Chemin menant à la forteresse.
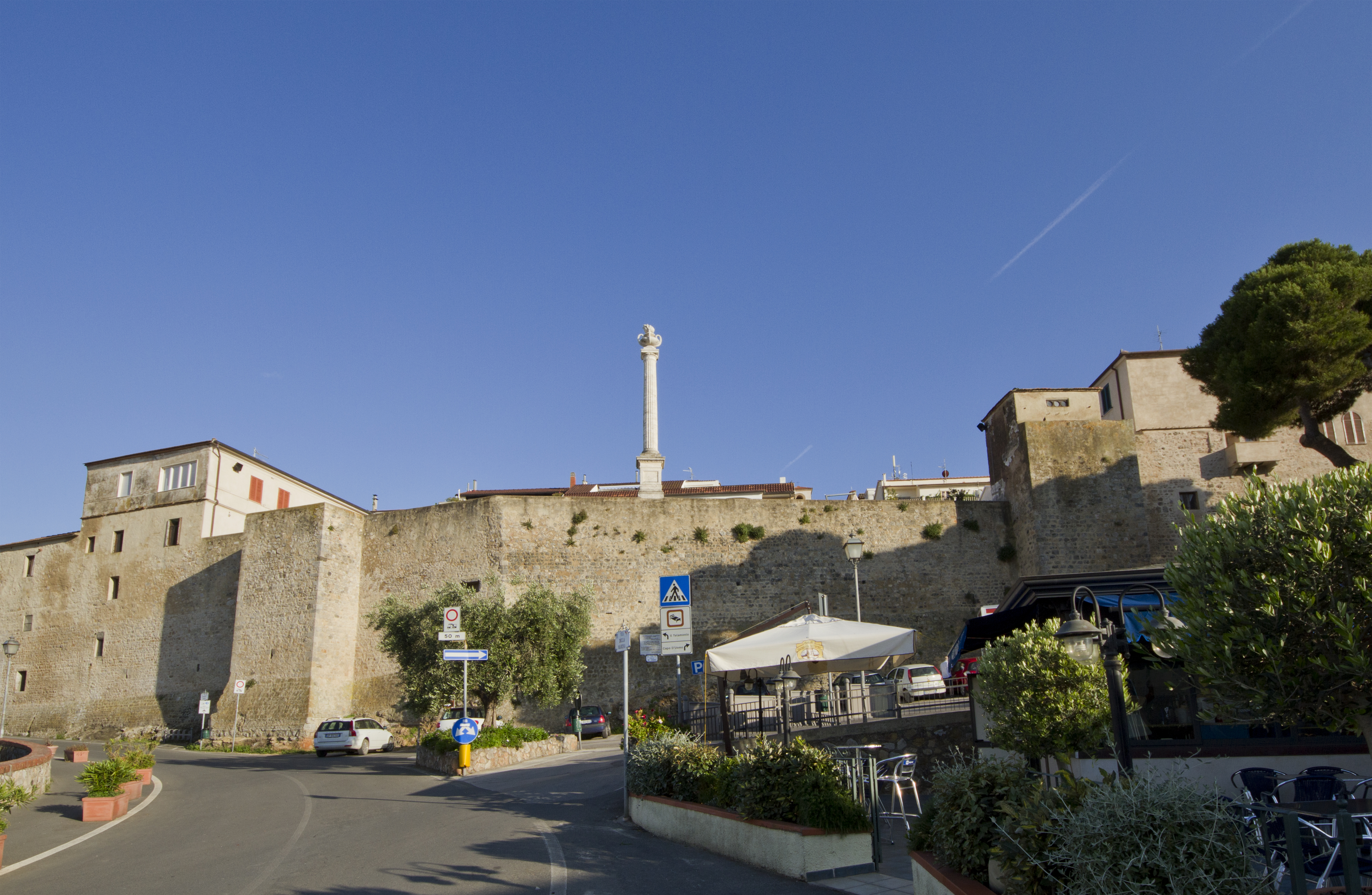
Remparts de Talamone.